# الکساندر زاسکالکو
الکساندر زاسکالکو (اوکراینی: Олександр Іванович Заскалько؛ زادهٔ ۱۵ آوریل ۱۹۶۷) قایقران روئینگ اهل اتحاد جماهیر شوروی سوسیالیستی است. او همچنین از قایقرانان روئینگ بازی‌های المپیک تابستانی ۱۹۸۸، ۱۹۹۶ و ۲۰۰۰ بوده‌است.